# The Very Best of Santana (Live in 1968)
The Very Best of Santana (Live in 1968) je dvojni album v živo, skupine Santana, ki je bil posnet leta 1968, izšel pa je leta 2007 pri avstralski založbi Mastersong.

## Seznam skladb

### Disk 1
1. »Jingo«
2. »Everyday I Have The Blues«
3. »La Puesta Del Sol«
4. »Hot Tamales«
5. »Acapulco Sunrise«
6. »Soul Sacrifice«
7. »With A Little Help From My Friends«
8. »Latin Tropical«
9. »Let's Get Ourselves Together«

### Disk 2
1. »Evil Ways«
2. »Persuasion«
3. »As The Years Go By«
4. »Jam in E«
5. »Santana Jam«
6. »Travellin' Blues«
7. »El Corazon Manda«
8. »We've Got To Get Together/Jingo (Medley)«
9. »Rock Me«